# Periferija Središnja Makedonija
Središnja Makedonija (grčki: Περιφέρεια Κεντρικής Μακεδονίας, Periféria Kentrikís Makedonías ) je jedna od trinaest grčkih periferija.
Ova periferija podijeljena je na sljedeće prefekture; Halkidika, Emacija, Kilkis, Pella, Pieria, Seres i Solun. 
Stanovništvo ove periferije ima oko 2 milijuna stanovnika i druga je periferija u Grčkoj po tom kriteriju nakon Atike.
Palača Periferije Središnja Makedonija nalazi se u istočnom Solunu u aveniji Taki Ekonomidi Avenue.
- Iako Sveta gora (Atos) zemljopisno pripada teritoriju Središnje Makedonije, upravno je izdvojena samostalna jedinica.

## Veći gradovi u periferiji Središnja Makedonija
- Ampelókipoi (Αμπελόκηποι)
- Evosmos (Εύοσμος)
- Kalamariá (Καλαμαριά)
- Kateríni (Κατερίνη)
- Kilkís (Κιλκίς)
- Políchni (Πολίχνη)
- Seres (Σέρρες)
- Stavroúpoli (Σταυρούπολη)
- Sykies (Συκιές)
- Solun(Θεσσαλονίκη)
- Veria (Βέροια)

## Vanjske poveznice
- Službene stranice Periferije Središnja Makedonija  Arhivirana inačica izvorne stranice od 11. listopada 2007. (Wayback Machine) (grč.)
- Thessaloniki and the Bulgarians.History. Memory. Present. https://www.solunbg.org/en/